# Дюрбюи
Дюрбюи́ (валлон. Derbu-ie, фр. Durbuy) — коммуна в Валлонии, расположенная в провинции Люксембург, округ Марш-ан-Фамен. Принадлежит Французскому языковому сообществу Бельгии. На площади 156,61 км² проживают 10 531 человек (плотность населения — 67 чел./км²), из которых 49,29 % — мужчины и 50,71 % — женщины. Средний годовой доход на душу населения в 2003 году составлял 10 981 евро.
Почтовый код: 6940, 6941. Телефонный код: 086.

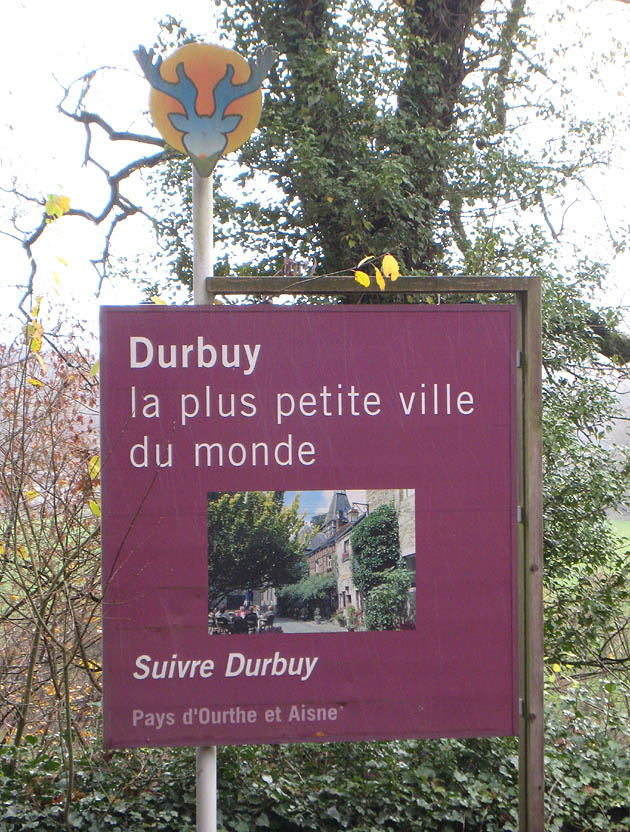
Городской знак описывает Дюрбюи в качестве самого маленького города в мире